# 大尾柄竺鯛
大尾柄竺鯛（學名：Vincentia macrocauda），為輻鰭魚綱鈎頭魚目天竺鯛科柄竺鲷屬下的一個種，分布於東印度洋澳洲海域，為特有種，本魚體延長，長橢圓形，體稍側扁，頭大、眼大、口大且斜裂，頜齒細小，鋤骨和腭骨通常具齒，舌上無齒，體被圓鱗，體色紅到粉紅色，第一背鰭的外半部為黑色，第二背鰭、尾鰭、臀鰭和腹鰭呈淡紅色到暗紅棕色，且帶有許多白色圓斑點，尾柄很長，背鰭2個，尾鰭略凹，體長可達10公分，棲息珊瑚礁區，夜間活動，屬肉食性，繁殖期時，雄魚具有口孵習性，卵約7日化成仔魚，由雄魚吐出，具短暫的仔魚飄浮期，生活習性不明。